# Mohammed Sylla
Mohammed Lamine Sylla (Conakry, 22 februari 1971 - Marseille, 9 juni 2010) was een Guinees voetballer. Hij speelde onder meer zes seizoenen als aanvaller voor de Nederlandse club Willem II. Van 1990 tot en met 1998 kwam hij  uit voor het Guinees voetbalelftal.
Sylla was de eerste voetballer uit zijn land in de Nederlandse Eredivisie. Hij werd naar Willem II gehaald door Piet de Visser.
Sylla overleed op 39-jarige leeftijd na een langdurig ziekbed. Hij leed aan pancreaskanker. Een maand voor zijn overlijden werd hij opgenomen in een ziekenhuis nadat de kanker was uitgezaaid naar zijn longen.
Een zoon van hem, Abdoul Karim Sylla (geboren in het Tsjechische Turnov in 1992 en opgegroeid in Tilburg), speelde voor Montpellier HSC en komt anno 2015 uit voor CS Sedan.

## Carrièreoverzicht
| Seizoen  | Club                | Competitie                               | Wedstrijden | Doelpunten |
| -------- | ------------------- | ---------------------------------------- | ----------- | ---------- |
| 1986-'87 | Hafia FC            | Guinée Championnat National              | 33          | 22         |
| 1988-'89 | USM Libreville      | Gabon Championnat National D1            | 36          | 23         |
| 1989-'95 | Willem II           | Eredivisie                               | 145         | 24         |
| 1995-'97 | FC Martigues        | Ligue 1                                  | 46          | 6          |
| 1997-'98 | Ayr United FC       | Scottish Football League Second Division | 3           | 0          |
| 1998-'00 | Panilaikos Pirgos   | Alpha Ethniki                            | 15          | 1          |
| 2000     | Chamois Niortais FC | Championnat National                     | 4           | 0          |
| 2000-'01 | FC Istres           | Ligue 2                                  | 0           | 0          |
| 2001-'02 | Stade Tunisien      | Nationale A                              | 0           | 0          |